# Quadrophenia (film)
Quadrophenia är en brittisk film från 1979 baserad på The Who's rockoperaalbum från 1973 med samma namn. Bandet står också för en hel del av filmmusiken och har även varit med och producerat. Filmen är regisserad av Franc Roddam och medverkar gör bland andra Phil Daniels, Sting och Ray Winstone.

## Handling
Jimmy är en desillusionerad grabb och medlem i ett modsgäng som tillbringar den mesta av tiden med att festa, knapra tabletter och slåss mot rockers i ett motorcykelgäng. Han gillar också Steph, en tjej som tyvärr ständigt omges av andra killar, men när Jimmy och hans gäng åker till Brighton över en helg för att festa och röja ser han äntligen sin chans att få ihop det med Steph.

## Rollista i urval
- Phil Daniels – Jimmy Cooper
- Leslie Ash – Steph
- Philip Davis – Chalky
- Mark Wingett – Dave
- Sting – Ace Face
- Ray Winstone – Kevin Herriot
- Toyah Willcox – Monkey
- Benjamin Whitrow – mr Fulford
- Timothy Spall – Harry, biografmaskinist
- Hugh Lloyd – mr Cale